# Leopold Ferdinand de Austria
Arhiducele Leopold Ferdinand de Austria (2 decembrie 1868 – 4 iulie 1935) a fost fiul cel mare al lui Ferdinand al IV-lea, Mare Duce de Toscana și a celei de-a doua soții, Alice de Bourbon-Parma.

## Biografie
În 1892 și 1893 Leopold l-a acompaniat pe Arhiducele Franz Ferdinand de Austria într-un voiaj pe mare prin Canalul Duez în India și Australia. Leopold și Franz Ferdinand s-au certat iar Leopold a părăsit excursia la Sydney și s-a întors în Austria. El a fost demis din marina austro-ungară și a intrat într-un regiment de infanterie la Brno. În cele din urmă a fost numit colonel al regimentului 81.
Leopold s-a îndrăgostit de o prostituată, Wilhelmine Adamovicz, pe care a întâlnit-o pentru prima dată în Augarten - un parc din Viena (alte surse susțin că prima lor întâlnire a avut loc în Olmütz), a avut un copil nelegitim cu o altă femeie cu puțin timp înainte de întâlnirea cu Wilhelmine. Părinții lui i-au oferit 100.000 de florentini cu condiția să-și părăsească amanta. El a refuzat să facă acest lucru și în schimb a decis să renunțe la coroană, pentru a putea să se căsătorească cu ea.

## Renunțarea la titlu
La 29 decembrie 1902 s-a anunțat că împăratul Franz Joseph I al Austriei a aprobat cererea lui Leopold de a renunța la rangul de arhiduce.  Numele său a fost șters din Ordinul Lâna de Aur și din lista armatei. A luat numele de Leopold Wölfling după un vârf din Munții Erzgebirge. I s-a interzis să intre în Austria și a devenit cetățean elvețian.
Dopă Primul Război Mondial, familia a încetat să-i trimită venitul lunar. S-a întors în Austria și a deschis un magazin de delicatese în Viena unde a vândut salam și ulei de măsline.
În 1924 Wölfling a publicat o biografie în limba cehă, Poslední Habsburkové: vzpomínky a úvahy (Ultimul dintre Habsburgi: Memorii și gânduri). În 1930 o ediție în limba engleză a apărut cu titlul My Life Story: From Archduke to Grocer. O ediție în limba germană a apărut în 1935 în Austria.
Wölfling s-a căsătorit de trei ori:
- Wilhelmine Abramovic (1877-1908)
- Maria Ritter (1877-1938)
- Clara Groger (1910-1941)

Wölfling a murit la Berlin.